# Marilyn Manson (együttes)
A Marilyn Manson egy amerikai rockegyüttes, illetve az együttes énekesének művészneve is; az industrial metal, alternatív metal, sokk-rock irányzatokba sorolják őket (illetve magukat); de több más stílusban is alkotnak (glam rock, dark rock, gothic rock). Show-elemeikkel, megjelenésükkel és zenéjükkel nagy felháborodást kavartak, szinte felrázták az Egyesült Államokat, sokan botrányosnak, visszataszítónak tartják az együttes stílusát, ezzel szemben az együttesnek rengeteg rajongója van, és világszerte sokak körében örvend népszerűségnek. Az együttes 2009 májusáig 50 millió lemezt adott el világszerte.

## A név eredete
A Marilyn Manson eredetileg csak az énekes-vokálosnak a neve volt (valódi neve: Brian Hugh Warner), az együttes neve Marilyn Manson & the Spooky Kids volt, ezt később rövidítették Marilyn Mansonra. A név Marilyn Monroe – színésznő és szexszimbólum – és Charles Manson sorozatgyilkos nevének párosítása. Az együttesből több tagnak is hasonló neve van, pl.: Madonna Wayne Gacy, Ginger Fish, Zsa Zsa Speck, Gidget Gein, Olivia Newton-Bundy stb.

## Az együttes története

### Marilyn Manson & The Spooky Kids (1989–1993)
Az együttes története a 80-as évek legvégén kezdődik a floridai Fort Lauderdale-ben, itt találkozott az eredetileg Ohióból származó Brian Warner és Scott Putesky, akik 1989-ben alapították meg az együttest Marilyn Manson & The Spooky Kids néven. Megállapodtak, hogy mindenki megváltoztatja a nevét, az új névben pedig egy szexszimbólum keresztnevét keresztezik egy sorozatgyilkos vezetéknevével. Így Brianből Marilyn Manson, Scottból pedig Daisy Berkowitz lett.
Manson írta a dalszövegeket, Daisy gitározott, hangszerelte a dalokat és programozta a dobgépet (mivel dobosuk akkor még nem volt), a basszusért Olivia Newton-Bundy, a szintetizátorért Zsa Zsa Speck felelt. Bár az utóbbi kettő rövid időn belül távozott a zenekarból, hamar sikerült új tagokat szerezni. Gidget Gein vette át a basszust, a szintetizátor mögé pedig Madonna Wayne Gacy állt. Első demójukat 1989-ben "Meat Beat Cleaver Beat" címmel adták ki, amelyből kapott egy példányt Trent Reznor, a Nine Inch Nails frontembere, Mansonék későbbi mentora is. 1990-ben végre sikerült találniuk egy dobost, akit Sara Lee Lucas névre kereszteltek. 1993-ig több demót is készítettek, az utolsót Refrigerator címen. Ebben az évben rövidült az együttes neve Marilyn Mansonná, és Gidget Geint is kidobták a zenekarból túlzott heroinfogyasztása miatt, akinek a helyét Twiggy Ramirez vette át.

### Portrait Of An American Family – Smells Like Children (1994–1995)
Első lemezüket Trent Reznor segítségével adták ki 1994-ben "Portrait Of An American Family" címmel, miután a Nine Inch Nails frontembere szerződtette őket saját, Nothing Records nevű kiadójához. Reznor volt a lemez producere is, melyről 3 számot adtak ki kislemezként: "Get Your Gunn", "Lunchbox" illetve "Dope Hat". Az albumból több mint 2 és fél millió példány kelt el világszerte. A Nine Inch Nails társaságában, 1994-ben indultak első turnéjukra. Már ekkor borzolták a kedélyeket színpadi előadásmódjukkal. Ez év őszétől majdnem az év végéig tovább turnéztak a Nine Inch Nails-szel. 1994 legvégén pedig Manson azzal botránkoztatta meg ismét a közvéleményt, hogy tiszteletbeli tagságot kapott az Anton Szandor LaVey által alapította Sátán Egyházában. A következő évben kivált az együttesből Sara Lee Lucas. Ennek oka az volt, hogy Lucast nem tartották elég jó dobosnak, ezen véleményét az énekes pedig úgy hozta a dobos tudtára, hogy egy koncert közben felgyújtotta a dobfelszerelést (illetve véletlenül a zenésztársát is). Miután megtalálták helyettesét Ginger Fish személyében, megjelentették a Smells Like Children című maxilemezt, amely a népszerűvé vált Sweet Dreams feldolgozás révén hamar dupla platinává vált, széles körű ismertséget hozva az együttesnek. Azóta az albumból több mint 4 millió példányt adtak el világszerte.

### Antichrist Superstar (1996–1997)
1996-ban, az Antichrist Superstar felvételei közben Daisy is elhagyta a zenekar sorait, az ő helyét Zim Zum vette át a turné idejére. 1996 őszén megjelent az együttes második albuma, a hírhedt Antichrist Superstar, ami a Billboard lista 3. helyén debütált, és több mint 7 millió példány fogyott belőle világszerte.[forrás?] A Beautiful People és a Torniquet című dalokhoz felforgató videóklip született, majd világ körüli turnéra indultak, melynek a Dead To The World Tour nevet adták. A turné nem volt mentes a botrányoktól sem, Manson bibliát tépett szét, dobfelszerelést gyújtott fel, vagdosta magát, a pletykákkal ellentétben viszont szexre, állatáldozásra, sátánidézésre soha sem került sor.[forrás?] Több dalukat filmzeneként is felhasználták, A Long Hard Road Out Of Hell-t a Spawn című filmben, az Apple of Sodom a Lost Highway – Útvesztőben, a The Suck for Your Solution pedig a Private Parts című filmben szerepelt.

### Mechanical Animals (1998–1999)
1998-ban megjelent a "Dead To The World" turné videója, melyet még ebben az évben követett az új album, Mechanical Animals címen, ami a Billboard lista 1. helyén landolt, és több mint 8 millió fogyott belőle.[forrás?] A lemez felvételei után Zim Zum elhagyta az együttest, hogy szólókarrierbe kezdhessen, helyét John5 vette át. Manson meglepetést okozott a lemez eddigiektől gyökeresen eltérő hangzásvilágával. A tőlük megszokott kemény industrial metal helyett ez az album sokkal lágyabb, melankolikusabb. A hangzásvilághoz idomult az együttes külső megjelenése is, színes, csillogó, glammes megjelenés jellemző. Az album első kislemeze a Dope Show volt, mely elnyerte az MTV Music Awardson a legjobb rock klipnek járó díjat, az 1999-es MTV Music Awardson pedig felléptek a "Rock Is Dead" című kislemezes dalukkal, mely a Mátrix című film betétdala is volt.
1999 áprilisában ismét kritika érte az együttest, amikor a Columbine középiskolában két fiatal megölt 12 tanulót, egy tanárt és saját magukkal is végeztek. A tragédia után Mansont vádolták meg azzal hogy az ő zenéje ihlette meg a fiatalokat a bűntettre.[forrás?] Az esettel kapcsolatban Manson a következőket nyilatkozta:
„… Sokan elfelejtik és nem ébrednek a tudatára annak, hogy a kétségbeesés illetve a hipokrízis kritikájaként indítottam a zenekaromat. A Marilyn Manson név sohasem népszerűsítette azt a szomorú tényt, hogy Amerika a Time címlapjára tette a gyilkosokat, és olyan hírhedtté változtassa őket, mint a kedvenc filmcsillagjainkat. Jesse James-tól Charles Mansonig a média a bűnözőket nemzeti hősökké nemesítette. Ezt tették, kreáltak két újabb ilyen »hőst« abból a szaros Dylan Kleboldból meg Eric Harrisből, amikor fényképeiket az összes újság elejére benyomták. Ne lepődjön meg senki, ha a hányatott sorsú fiatalok őket nevezik ki majd két új bálványuknak…” 

### Holy Wood (In The Shadow Of The Valley Of Death) (2000–2002)
Novemberben megjelent a Last Tour On Earth című koncert-DVD, majd az együttes 2000-ben elkezdte készíteni új albumát, amely 2001-ben Holy Wood néven jött ki. A Billboard 13. helyén debütált. Ez lett az együttes legnagyobb példányszámban fogyó albuma. Több mint 9 millió példányt adtak el belőle. Az új LP ismét változást hozott, részben visszatértek a régi, sötét, hangosabb zenéjükhöz, mellyel élesen bírálják az egyházat, a médiát és az amerikai társadalmat. A "Nobodies" című számot kifejezetten a Columbine középiskolában történtek ihlették. Ezúttal a lemez borítója váltott ki nemtetszést a keresztény érzelmű emberekből, mivel az illusztráción Manson látható, amint Jézushoz hasonlóan egy feszületen lóg, és állkapcsa is hiányzik. Ezt a borítót több országban be is tiltották, és arra kötelezték a kiadót, hogy takarja le Manson arcát.
Az első kislemez október végén jelent meg, a Disposable Teens című dallal és néhány feldolgozással. A Guns God And Government Tour az eddigiekhez képest botránymentes volt. Ezután kétszer is szerepeltek az Ozzfesten, majd 2002-ben Twiggy Ramirez kilépett az együttesből. Az ő helyére Tim Skold, az ex-KMFDM tag érkezett, aki a következő album társproducere is lett.

### The Golden Age Of Grotesque – Lest We Forget (2003–2005)
Az új albumnak a Golden Age Of Grotesque címet adták, amely 2003 májusában került a boltokba, és a Billboard 1. helyén nyitott. A megjelenése óta több mint 4 millió példány fogyott el belőle.[forrás?] A lemez 2 kislemeze "Mobscene", illetve a "This Is The New Shit" jó eredményeket ért el a slágerlistákon, illetve szívesen játszották őket a rádiók és a zenecsatornák. Október 29-én megjelent egy újabb koncert-DVD, amelyet a Guns, God and Government World turnén készült felvételekből vágtak össze. A Grotesquhez Burlesque turné után a gitáros John 5 kivált az együttesből, az ő helyét ezután Mark Chaussee, koncertzenész töltötte be, 2005-ig. Nem sokkal a turné után az együttes összeállította best of albumát, amelynek a Lest We Forget címet adták, amelyen a legjobb dalok mellett a Personal Jesus című feldolgozás is helyet kapott. Az album a Billboard 200-as listájának 9. helyén debütált és világszerte több mint 3 millió példányt adtak el belőle. Az új turné keretein belül Magyarországon is koncertet adtak.

### Eat Me Drink Me (2007–2008)
A turné után hosszú ideig Manson esküvőjén kívül Ditta Von Teese-vel semmi sem történt az együttes körül. A hosszabb szünet után 2007 júniusában jelentkeztek új albummal, melynek címe Eat Me Drink Me lett. Az új anyag a 8. helyen nyitott a Billboard Top 200-as listáján, és több mint 800.000 darabot adtak el belőle annak ellenére is, hogy jóval a megjelenés előtt a teljes album elérhetővé vált az interneten. Szintén ebben az évben Madonna Wayne Gacy helyét Chris Vrenna vette át billentyűsként, aki már korábban helyettesítette a dobos Ginger Fish-t, 2004-2005-ben. 2007-ben Rob Holliday lett a zenekar basszusgitárosa, mert Tim Skold basszusgitárosból gitárossá vált.
Az albumra melankolikus, elvont hangulat a jellemző, melynek hátterében a sikertelen házassága áll, az album központi témája így a szerelmi csalódás.
Az első kislemez a Heart-Shaped Glasses volt, melynek erotikus videóklipben akkori barátnője, Evan Rachel Wood szerepelt. Ezt követte a Putting Holes In Happiness című videó.
Már a lemez megjelenése előtt turnéra indultak, melyen európai fesztiválokra látogattak el, majd egy rövid szünet után egy körülbelül 30 megállós koncertsorozatot indítottak a thrash metal egyik legmeghatározóbb együttesével, a Slayerrel, majd ismét Európa következett, mely után hamarosan bejelentették, hogy a zenekar egykori emblematikus figurájának számító dalszerző-basszusgitáros, Twiggy Ramirez visszatér az együtteshez gitárosként. Az újraegyesülést egy észak-amerikai turnéval ünnepelték meg, melyen főképp a régi, még együtt írott dalok hangzottak el.

### The High End of Low (2009)
2008. január 9-én jelentették be, hogy Tim Skold, a gitáros elhagyja az együttest, Twiggy Ramirez pedig basszusgitárosként visszatér az együttesbe. Ezután kis ideig a gitáros szerepét Rob Holliday töltötte be.
2008 júniusában magyarul is megjelent Manson 1998-as önéletrajzi kötete Út a Pokolból címmel.
2008. augusztus 13-án az ETP festival sajtótájékoztatóján Manson bejelentette, hogy Rob Holliday helyett Wes Borland (Limp Bizkit, Black Light Burns) lett a gitáros.
Marilyn decemberben bejelentette két új szám címét a még mindig névtelen albumról: "I Wanna Kill You Like They Do In The Movies" és "Armagoddamnmotherfuckinggeddon"
Marilyn Manson új albumának neve "The High End of Low". A lemez 2009. május 26-án jelent meg. A Billboard 200-as lista 4. helyén nyitott. Amerikában az első héten 49.000 darabot adtak el belőle. Manson így nyilatkozott az albumról: „erőszakos és kegyetlen lesz”.
Január 12-én Rudy Coby, Manson egyik barátja és munkatársa myspace-es blogjában bejelentette az új album első dalát, melynek címe: "Devour". Rudy azt mondta az albumról, hogy nagyon súlyos, és hogy annyira jó, hogy nincs kedvenc száma róla.
„Azt gondolom, hogy az életem véget ért és elkezdődött. A lemez hangzása olyan, mint a vég, de ez majdnem optimista... Ez egy főnix a tűzből, egy megváltás, feltámadás” – mondta Marilyn Manson.
Wes Borland elment a zenekarból, hogy újra régi együttesével, a Limp Bizkittel dolgozhasson. Helyét az addig basszusgitáros Twiggy Ramirez vette át. Az új basszeros Andy Gerold lett, akit aztán egy évvel később, 2010-ben Fred Sablan váltott le.
A "We're From America" című szám március 27-én ingyen letölthető volt a zenekar hivatalos oldaláról, április 7-én pedig megjelent digitális formában. A hivatalos első kislemez mégsem ebből készült, hanem az "Arma-goddamn-motherfuckin-geddon" című számból. Ez a dal április 13-án került a rádiókhoz, a klipet május 14-én mutatták be. 2009. július 4-én a VOLT Fesztivál keretein belül Magyarországon is koncertet adott az élő legenda. A fellépése rekordot döntött: több mint 25.000 ember volt kíváncsi az Antikrisztus Szupersztárra. November 4-én megjelent az új klip a zenekar hivatalos oldalán, a "Running To The Edge Of The World".

### Born Villain (2010–2012)
Marilyn Manson egy Metal Hammer interjúban jelentette be a nagy hírt:
"Már neki is álltunk a turnézás közbeni dalszerzésnek – hasonlóan ahogy az Aladdin Sane című David Bowie album is készült –, így a vártnál is jóval hamarabb jöhet az új lemez." – mondta Mr. Manson, aki 2011 májusában egy kiáltvánnyal, illetve egy fél percnél is rövidebb dal- és kliprészlettel jelezte, hogy készül új albumával, a 2009-es The High End Of Low folytatásával. 2011. augusztus 28-án az LA Silent Theater-ben bemutatásra került az új album előzeteseként szolgáló, Born Villain névre keresztelt 6 és fél perces rövidfilm, melyet a Transformers filmek sztárja, Shia LaBeouf rendezett. A bemutató zártkörű volt, de szeptember elsején már az interneten is elérhetővé vált a videó. A rövid film DVD-n is megjelent, amelyhez egy könyv társult Shia LaBeouf és Karolyn Pho kampányfotóival Campaign címen. Szeptember elsején Manson és Shia dedikálták a könyvet, és aki megvásárolta, az jelen lehetett a dedikálást követő exkluzív Born Villain vetítésen is. Szeptember 2-án a kisfilm felkerült a zenekar hivatalos oldalára is, Manson pedig bejelentette, hogy az új album címe szintén Born Villain lesz. November 3-án, a The Path Of Misery kiállítás keretein belül Manson bejelentette , hogy az új album februárban jelenik meg. Emellett azt is elárulta, hogy a Born Villain kisfilmben hallható dal címe Overneath The Path Of Misery. Az MTV O Music Awards 2011 díjátadójának Too Much Ass For TV kategóriájában Marilyn Manson nyert a Born Villain kisfilmmel. 2011 februárjában Ginger Fish kilépett az együttesből és Jason Sutter lett az utódja, illetve Chris Vrenna is távozott.
A Born Villain végül 2012. május 1-jén jött ki és a Billboard 10. helyén debütált. Ehhez egy 163 állomásos lemezbemutató turné is tartozott, ami a Hey, Cruel World... címet viselte és 2013 nyaráig tartott. 2013-ban egy ideig Spencer Rollins töltötte be a billentyűsi feladatokat a koncerteken. Az Born Villainról két dalból lett kislemez: a "Slo-Mo-Tion"-ból és a "No Reflection"-ből. Ez utóbbit Grammy-díjra is jelölték.

### The Pale Emperor (2013-2016)
2013-ban Gil Sharone lett az új dobos, Paul Wiley pedig az új gitáros, miután Twiggy Ramirez ismét basszusgitáros lett a távozó Fred Sablan után. 2013 májusában Manson megerősítette, hogy Tyler Bates, zeneszerző, producerrel dolgoznak az új albumán. Az új kiadványról már a megjelenés előtt, 2014-ben több kislemezt kiadtak: "Third Day of a Seven Day Binge", "Deep Six" és "Cupid Carries a Gun". Utóbbi a Salem című sorozat főcímdala lett, míg a "Killing Strangers" című szám a John Wick zenéjévé vált.
Maga a The Pale Emperor 2015. január 15-én jelent meg. Több, mint 51 000 eladással és a Billboard 8. helyével nyitott. Ez volt a zenekar legjobb nyitánya az Eat Me, Drink Me óta. A The Pale Emperor kritikailag is sikeres volt, a Rolling Stone magazin ezt az albumot választotta az év legjobb metal albumának. Később még kiadták a "The Mephistopheles of Los Angeles" és a "The Devil Beneath My Feet" című kislemezeket és lemezbemutató turnéra indultak, aminek The Hell Not Hallelujah volt a címét és amelynek keretein belül több koncertet is adtak a The Smashing Pumpkins-zal és a Slipknot-tal. 2015-ben a koncertsorozat kezdetével új billentyűsre is szükség volt, akit meg is találtak Daniel Fox személyében. Tyler Bates a turnéhoz is csatlakozott gitárosként, azonban 2015 áprilisában kilépett, hogy filmzenés munkáira koncentrálhasson. 2016 júliusában azonban újra csatlakozott Mansonhoz.

### Heaven Upside Down (2016-)
Manson 2016. július 19-én jelentette be, hogy új, SAY10 című albumuk 2017 Valentin napján fog megjelenni. Azt ígérte, hogy az új lemez különbözni fog The Pale Emperortól és inkább erőszakos dalok lesznek rajta, mintsem érzelmesebbek. 2016. november 8-án, a 2016-os amerikai elnökválasztás napján megjelent egy 76 másodperces videó, amiben Manson vélhetően Donald Trump, amerikai elnök levágott fejét tartja a kezében, alatta pedig az új album egy részlete hallható. 2016. december 6-án jelentették be, hogy következő turnéjuk során Budapestre is ellátogatnak.
Azonban a lemez nem jelent meg február 14-én, majd egy ideig nem is lehetett hallani Manson felől. Tavasszal különös videók jelentek meg közösségi oldalain, majd az énekes májusban törte meg a csendet, amikor egy, az Arthur király: A kard legendája című film premierjén készült interjúban elmondta, hogy az új album készen van, címe Heaven Upside Down lesz, ahogy a turnéé is.
A koncertsorozat meg is kezdődött a július 20-i, budapesti fellépéssel, aztán másfél hónappal később megjelent az új nagylemez első kislemeze, a WE KNOW WHERE YOU FUCKING LIVE, a Heaven Upside Down pedig október 6-án jött ki.

## Az együttes tagjai

### Jelenlegi tagok
- Marilyn Manson – ének (1989–)
- Twiggy Ramirez – basszusgitár (1993–2002, 2008-2009, 2014–2017), gitárok, vokál (2009–2014)
- Paul Wiley – gitárok, vokál (2014–)
- Tyler Bates – gitárok, vokál (2014–2015, 2016–)
- Daniel Fox – billentyűsök (2015–)
- Brendon Pertzborn – dobok (2019–)

### Korábbi tagok
- Zsa Zsa Speck – billentyűsök (1989–1990)
- Olivia Newton Bundy – basszusgitár (1989–1990)
- Gidget Gein – basszusgitár (1990–1993)
- Sara Lee Lucas – dobok (1990–1995)
- Daisy Berkowitz – gitárok (1989–1996)
- Zim Zum – gitárok (1996–1998)
- John 5 – gitárok (1998–2004)
- Madonna Wayne Gacy – billentyűsök (1990–2007)
- Tim Sköld – gitárok (2006-2008), basszusgitár, vokál (2002–2006)
- Ginger Fish – dobok (1995–2011)
- Chris Vrenna – billentyűsök (2007–2011)
- Fred Sablan – basszusgitár (2010–2014)
- Gil Sharone – dobok (2013–2019)

### Korábbi koncertzenészek
- Chris Vrenna – dobok (2004–2005)
- Mark Chaussee – gitárok (2004–2005)
- Rob Holliday – gitárok (2008), basszusgitár, vokál (2007–2008)
- Wes Borland – gitárok (2008)
- Andy Gerold – basszusgitár (2009)
- Jason Sutter – dobok (2012–2013)
- Spencer Rollins – billentyűsök (2013)

## Diszkográfia
- 1994 – Portrait of an American Family
- 1995 – Smells Like Children (EP)
- 1995 – Lunchbox
- 1996 – Antichrist Superstar
- 1997 – Remix & Repent (EP)
- 1998 – Mechanical Animals
- 1999 – The Last Tour On Earth (koncertalbum)
- 2000 – Holy Wood (in the Shadow of the Valley of Death)
- 2003 – The Golden Age of Grotesque
- 2004 – Lest We Forget (The Best Of) (válogatásalbum)
- 2007 – Eat Me, Drink Me
- 2009 – The High End of Low
- 2012 – Born Villain
- 2015 – The Pale Emperor
- 2017 – Heaven Upside Down
- 2020 – We Are Chaos
- 2024 – One Assassination Under God – Chapter 1

## Videográfia
- Get Your Gunn
- Lunchbox
- Dope Hat
- Sweet Dreams (Are Made Of This)
- The Beautiful People
- Tourniquet
- Cryptorchid
- Man That Your Fear
- Long Hard Road Out Of Hell
- The Dope Show
- I Don't Like The Drugs (But The Drugs Like Me)
- Rock Is Dead
- Coma White
- Astonishing Panorama Of The Endtimes
- Disposable Teens
- The Fight Song
- The Nobodies
- Tainted Love
- mOBSCENE
- This Is The New Shit
- (s)AINT
- Personal Jesus
- This Is Halloween
- Heart-Shaped Glasses (When The Heart Guides The Hand)
- Putting Holes In Happiness
- Arma-Goddamn-Motherfuckin-Geddon
- Running to the Edge of the World
- No Reflection
- Slow-Mo-Tion
- Hey, Cruel World
- Deep Six
- The Mephistopheles Of Los Angeles
- Third Day Of A Seven Day Binge
- We Know Where You F**king Live
- Say10
- Kill4Me

## Filmográfia
- Lost Highway – Útvesztőben (1997)
- Spawn (song) (1997)
- Private Parts (song) (1997)
- Jawbreaker (1999)
- House on Haunted Hill (song) 1999)
- Matrix (1999)
- Clone High (2000)
- Book of Shadows: Blair Witch 2 (song) (2000)
- From Hell (score, 2001)
- Not Another Teen Movie (song, 2001)
- Life as a House (Song) (2001)
- Resident Evil (score, 2002)
- Bowling for Columbine (interview, 2002)
- Queen of the Damned (song) (2002)
- The Hire: Beat The Devil (2003)
- Party Monster (2003)
- Doppelherz (director, score) 2003)
- The Heart Is Deceitful Above All Things (2004)
- Saw II (song, 2005)
- House of Wax (song, 2005)
- Living Neon Dreams (2006)
- Rise: Blood Hunter (2006)
- Funny Games (song) (2008)
- Phantasmagoria: The Visions of Lewis Carroll (acting, directing, writing, score) (2009)
- King Shot (2009)